# Bolotettix affinis
Bolotettix affinis är en insektsart som beskrevs av Günther, K. 1938. Bolotettix affinis ingår i släktet Bolotettix och familjen torngräshoppor. Inga underarter finns listade i Catalogue of Life.